# Ristiḱův palác
Ristiḱův palác, nebo také Ristićův palác (makedonsky Ристиќева палата, srbsky Ристићева палата/Ristićeva palata) je rohová budova na Náměstí Makedonie v centru Skopje. Architektem stavby byl Dragutin Maslać. 
Palác se nachází na jižním břehu řeky Vardar, východně od místa narození Matky Terezy a makedonského ministerstva dopravy a komunikací. Budova vznikla během rozvoje Skopje v dobách Království SHS. Dokončena byla v roce 1926 a bez úhon přežila i zemětřesení v roce 1963, neboť během svého vzniku byla dimenzována na možné otřesy, které jsou pro region typické.
Palác má svůj název podle rodiny Vladimira Ristiće, srbského farmaceuta, který si ve Skopje postavil kancelářskou budovu pro svoji firmu.

## Externí odkazy

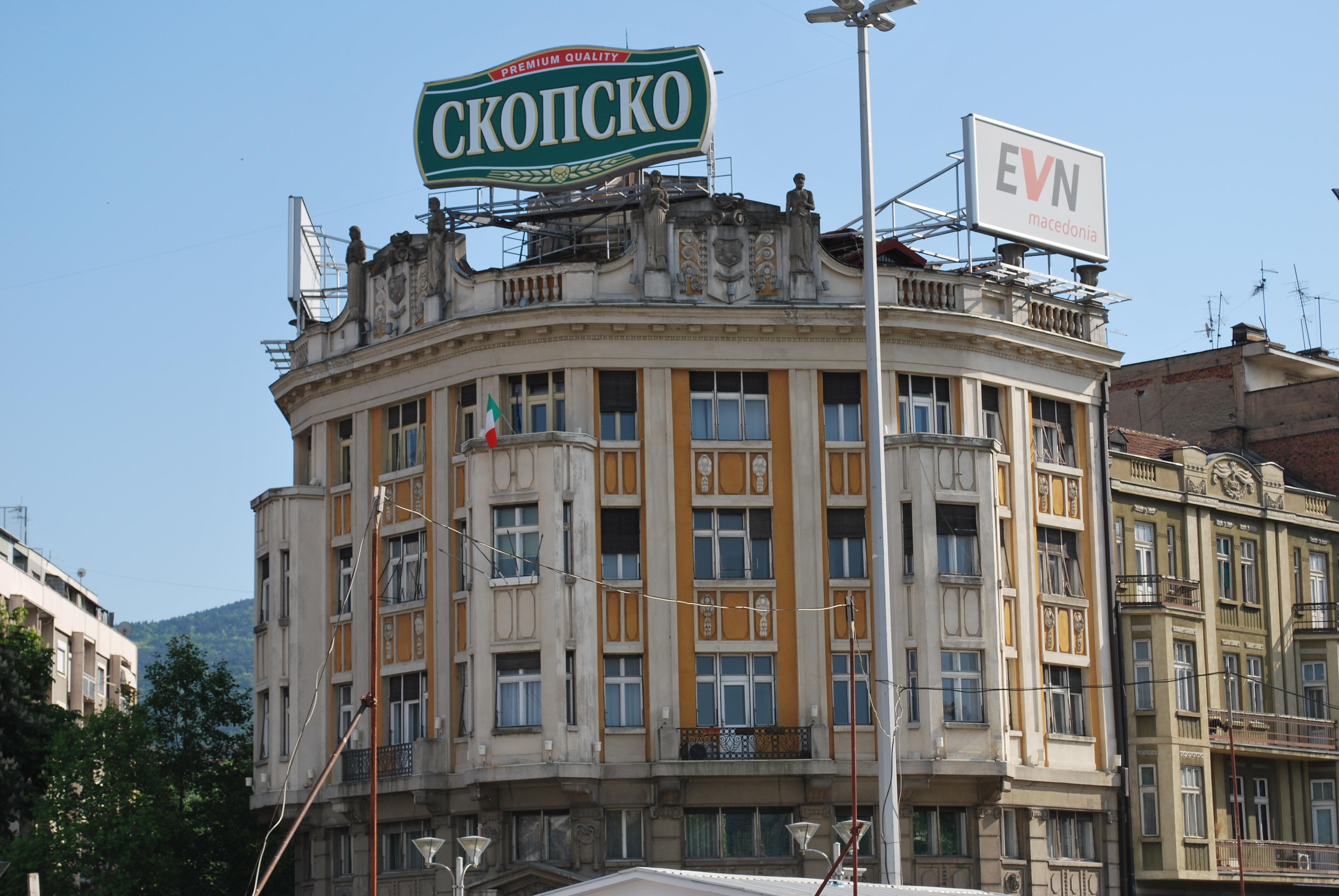
Budova s ikonickým billboardem na pivo Skopsko